# Sonic Forces
A Sonic Forces egy platformjáték, amelyet 2017. november 7-én adtak ki (Japánban november 9-én) PlayStation 4, Xbox One, Nintendo Switch és Microsoft Windows platformokra.

## A történet
Dr. Eggman laborjában kezdődik, aki éppen egy nagyon gonosz tervet eszelt ki a világ elfoglalása és Sonic kiiktatása céljából. Később Eggman a robotjaival rátámad a város lakóira, de megjelenik Sonic és legyőzi a robotokat. Megtámadja Eggman-t is, de hirtelen megjelenik Shadow, a gonoszok oldalán állva, és elhárítja a támadást. Aztán megjelenik Zavok (a Sonic Lost World-ből), Metal Sonic, Chaos (a Sonic Adventure-ből) és egy új gonosztevő, aki még Sonic-nál is gyorsabb. Sonic megpróbálja legyőzni őket, de kudarccal jár és fogságba esik.
6 hónap telt el, Sonic barátai nem kaptak semmilyen hírt Sonic-kal kapcsolatban, ezért Knuckles vezetésével megalapítják az ellenállást, amelyhez egy fiatal újonc is csatlakozik. Hír érkezik, mely szerint Sonic még életben van, Eggman űrbéli bázisának börtönében, így Knuckles elküldi az újoncot a Space Port-ba egy űrhajóért. Ezalatt a városban Tails Omegat próbálja megjavítani, de a csatornából megjelenik Chaos és rátámad. Hirtelen megnyílik egy portál, amelyből előbukkan Klasszikus Sonic és megsemmisíti Chaos-t. Tails annyira örül Klasszikus Sonic-nak, hogy azt gondolta: a sors küldte őt.
A Death Egg-ben Sonic egy börtönben raboskodik, de megjelent Zavok és négyszemközt akar szembeszállni Sonic-kal. Sonic legyőzte Zavok-ot, aki viszont eltűnt, a Death Egg pedig elkezdett remegni, Sonic pedig futásnak ered. Később Sonic összefutott Avatarral, aki Sonic megmentésére indult, de most együtt térnek vissza a Földre. Az ellenállásnál nagyon örülnek, hogy Sonic újra köztük van. Knuckles elküldi Sonic-ot és Avatart a Green Hill-i fegyverraktári piramisba, eközben Amy felhívja Sonicot, hogy Silver a rejtélyes gonosztevővel harcol. Silver épp vesztésre áll, amikor megjelenik Sonic és elhárítja a támadást. A rejtélyes gonosz neve Infinite (aki eredetileg egy zsoldoscsapat vezére volt, ám erről a Sonic Forces képregényben és az Episode Shadow DLC-ben lesz szó), aki szembeszállt Sonic-kal, végül Infinite győzött.

Eközben Tails és Klasszikus Sonic Green Hill-ben vannak, amiképp Eggman és Infinite is, akik éppen a Phantom Ruby prototípusról beszélnek és arról, hogy Sonic életben van. Amint Infinite elment, Klasszikus Sonic rátámadt Eggman-re, aki később az Egg Dragoont is beveti. Miután Klasszikus Sonic legyőzte Eggman-t elmondta, hogy 3 nap múlva megvalósítja gonosz tervét, majd távozott.

## Szereplők

### Az ellenállás
- Sonic, a sündisznó – A játék főhőse, egy szuper gyors kék sündisznó.
- Klasszikus Sonic – Sonic egy másik dimenzióbeli változata, aki miután legyőzte a Phantom King-et (Sonic Mania), a Phantom Ruby hatására átkerült ebbe a dimenzióba.
- Avatar – Egy fiatal újonc, aki az ellenállás soraiban harcol. Nemét, faját és kinézetét a játékos szabja meg.
- Miles "Tails" Prower – Egy sárga két farkú róka, Sonic legjobb barátja.
- Knuckles, a hangyászsün – Egy piros hangyászsün, az Ellenállás vezére.
- Amy Rose -Egy rózsaszin sündisznó aki szerelmes Sonic-ba és az ő fegyvere a Piko Piko kalapács.
- Shadow, a sündisznó – Klasszikus Anti-hős, képes a Chaos kontrollra, és rakétacipőivel olyan gyors mint Sonic.
- Rouge, a denevér – Egy fehér denevér, az Ellenállás kémje.
- E-123 Omega – A Team Dark harmadik tagja, Eggman egykori robotja.
- Silver, a sündisznó – Egy szürke sündisznó a jövőből.
- Vector, a krokodil – A Chaotix detektíviroda főnöke.
- Espio, a kaméleon – Ninja képességei vannak, a Chaotix detektíviroda kémje.
- Charmy, a méh – A Chaotix detektíviroda légi felderítője, 8 éves.

### Az Eggman birodalom
- Dr. Eggman – A játék főgonosz, egy 300 IQ-val rendelkező örőlt tudós. A mai gonosz terve hogy Infinite és a klónok segítségével elfoglalja az egész világot és megszerezte a 99,99%.
- Orbot – Eggman piros robot segédje.
- Cubot – Eggman sárga robot segédje.
- Infinite – Eredetileg egy zsoldoscsapat vezére volt, Eggman szolgálatában. Shadow megsemmisítette Infinite csapatát, valamint Infinite-t is legyőzte és lenézte őt. Infinite a Phantom Ruby erejének segítségével akart legyőzhetetlenné válni.
- Shadow, a sündisznó – Shadow át állt Eggman oldalán, a Sunset Heights nevű pálya végén Shadow le akarta győzni Sonic-kot, de megjelent az igazi Shadow és legyőzte az ál-Shadow-t.
- Metal Sonic – Sonic robot másolata, de ő is egy klón, és a Red Gate Bridge nevű pályán egy óriás Metal Sonic-kot kell legyőzni.
- Zavok – A Deadly Six vezére volt, aki bosszút akart állni Sonic-kon, amiért legyőzte őt és a csapatát (Sonic Lost World), de kiderült hogy ő is egy klón.
- Chaos – Egy vízember (ami egy átalakult Chao), aki valamiért Eggman oldalán állt, de kiderült róla, hogy egy klón.